# Mirabilicoxa coxalis
Mirabilicoxa coxalis is een pissebed uit de familie Desmosomatidae. De wetenschappelijke naam van de soort is voor het eerst geldig gepubliceerd in 1963 door Birstein.